# Đoàn Đình Long
Đoàn Đình Long (sinh năm 1947) là võ sư Karatedo đệ thất đẳng huyền đai người Việt Nam, nguyên Huấn luyện viên trưởng Đội tuyển Karatedo Quốc gia Việt Nam, người sáng lập hệ phái Karatedo Đoàn Long 

## Tiểu sử
Đoàn Đình Long sinh ra trong một gia đình đông anh em ở tỉnh Phú Thọ vào năm 1947.
Năm 1967, Đoàn Đình Long gia nhập phái Thiếu Lâm ở phố Mã Mây, Hà Nội.
Sau đó ông theo học võ sư Hoàng Thanh Vân (Chưởng môn phái Hoa Quyền)
Năm 1978, ông vào Huế thăm người nhà, tình cờ quen võ sư Lê Văn Thạnh  trưởng tràng hệ phái Karatedo hệ Suzucho Việt Nam và theo học hệ phái Suzucho Karatedo. Bốn năm sau, lò võ karatedo đầu tiên của Hà Nội ra đời.
Năm 1992, ông được Tổng cục Thể dục - Thể thao (nay là Ủy ban Thể dục - Thể thao) mời huấn luyện cho đội tuyển quốc gia Việt Nam.
Năm 2010, hệ phái Đoàn Long Karatedo cũng chính do võ sư Đoàn Đình Long sáng lập.
Ngày 9 tháng 4 năm 2023 Liên đoàn Karatedo Hà Nội được thành lập, tại Đại hội lần thứ I của Liên đoàn, ông Đoàn Đình Long được bầu giữ chức vụ Chủ tịch Liên đoàn Karatedo Hà Nội Nhiệm kỳ thứ I (2023-2028)

## Hệ phái Đoàn Long Karatedo
Võ sư Đoàn Đình Long sáng lập hệ phái Đoàn Long Karatedo vào ngày 14 tháng 11 năm 2010 tại võ đường 75 Đặng Văn Ngữ, thuộc Trung tâm Thể dục - Thể thao quận Đống Đa, Hà Nội. Với mục đích đào tạo các thế hệ thanh thiếu niên lành mạnh về tinh thần, cường tráng về thân thể, hoàn thiện bản thân theo nhân, nghĩa, lễ, trí, tín. Võ sư Đoàn Đình Long đã huấn luyện và giảng dạy trên 30.000 môn sinh.
Con trai cả của ông là võ sư Đoàn Đình Lân đang nắm giữ cương vị chưởng môn.

### Nội quy môn phái
Trước tiên, các môn sinh hệ phái Đoàn Long karate- do cần nắm chắc "6 điều tâm niệm":
1. Nguyện nhập môn bằng trái tim đam mê võ thuật karate của mình
2. Nguyện trung thành với hệ phái
3. Nguyện tôn kính thầy, lấy tiên chỉ của hệ phái làm trọng
4. Nguyện vượt qua mọi khó khăn thử thách,dẹp bỏ tự ái trau dồi kỹ thuật, tu dưỡng đạo đức để lương tâm trong sáng thân thể cường tráng hoàn thiện: nhân,nghĩa, lễ, trí, tín
5. Nguyện không có ác ý hay kiêu ngạo chỉ sử dụng võ trong trường hợp bất đắc dĩ,gặp ân oán chỉ giải không kết, không có thái độ cử chỉ nhằm nhục mạ các môn phái bạn, không tự ý giao đấu với người ngoại môn khi chưa được phép của võ sư chưởng môn hay phân đường trưởng.
6. Nguyện luôn trung thực thẳng thắn trong cuộc sống dù điều đó có bất lợi cho bản thân.

### Đẳng và cấp
Hệ phái chia "đẳng" và "cấp" theo các cách tính như sau:
Cấp: Gồm 10 cấp: Từ cấp 10 (đai trắng) đến cấp 01 (đai nâu);
Đẳng: Gồm huyền đai đệ nhất đẳng đến huyền đai đệ tứ đẳng]].
1. Thời gian thi lên cấp dựa theo số giờ luyện tập tại các võ đường:
a. Từ kyu thấp lên kyu cao số giờ tập ít nhất phải đủ 96 giờ để thi lên một cấp.
b. Từ đai nâu cấp 1 lên huyền đai đệ nhất đẳng phải có thời gian luyện tập 2 năm, trong 2 năm đó phải có đi tập sự (phụ giảng) tại Võ đường;
c. Thời lượng từ huyền đai đệ nhất đẳng lên huyền đai đệ nhị đẳng phải tậpluyện và phụ giảng liên tục trong 3 năm để hoàn thiện phương pháp giảng dạy, luyện các kỹ thuật của khó của bản môn. Môn sinh phải nghiên cứu 1 đề tài do Võ sư chưởng môn hoặc Phân đường trưởng giao, đề tài liên quan đến võ lý và các kỹ thuật của hệ phái, sưu tầm và nghiên cứu các đòn thế liên quan đến đề tài trên;
d. Từ huyền đai đệ nhị đẳng lên huyền đai đệ tam đẳng ngoài đề tài nghiên cứu còn phải tự sáng tác 01 bài quyền (kata) từ 30 đến 45 thế áp dụng vào thi đấu, luyện kiai và các kỹ thuật sơ cứu chấn thương (kuatsu) phát triển nội, ngoại công;
2. Các môn sinh đã được cấp huyền đai đệ tam đẳng sau 03 năm sẽ làm đề tài nghiên cứu võ học cả về đức võ và y võ nghiên cứu các huyệt đạo trên thân thể người, cùng với sự giảng dạy tại võ đường. Để phát triển Hệ phái cần luyện các đòn chuyên biệt của hệ phái, nâng đỡ các bạn đồng môn cùng tiến và phát triển các Phân đường khác.

## Các ca phẫu thuật tim
Võ sư Đoàn Đình Long đã trải qua bốn cuộc phẫu thuật tim vào các năm 1974, 1995, và 2000, 2023. Mặc dù ngay vào ca mổ lần đầu năm 1974, các bác sĩ tiên đoán, ông chỉ sống được từ 5 đến 7 năm nữa.

## Thành tích huấn luyện
Thành tích của các học trò do võ sư Đoàn Đình Long huấn luyện:
- Đặng Danh Tuấn - Huy chương Bạc (HCB) Giải vô địch châu Âu 1989, hiện là HLV wushu đối kháng quốc gia
- Trung Dũng - Huy chương Đồng (HCĐ) Giải vô địch châu Âu 1989 [4]
- Nguyễn Anh Tuấn - Huy chương vàng Karatedo đầu tiên của Việt Nam ở SEA Games (1993)(HCV)
- Trần Văn Thông - HCV SEA Games 1993, HCB ASIAD 1994
- Phạm Hồng Hà - HCB ASIAD 1994, vô địch Karatedo tại ba kì SEA Games liên tiếp (1997, 1999, 2001)[6]
- Phạm Hồng Thắm - HCV SEA Games 2001 karatedo hạng trên 60 kg nữ
- Vũ Quốc Huy - HCB SEA Games 20 năm 1999[7], HCV SEA Games 21 năm 2001[8], HCV SEA Games 22 năm 2003[9]
- Hà Kiều Trang - HCV SEA Games 2001 karatedo hạng dưới 60 kg nữ
- Nguyễn Thị Thu Trang: HCV SEA Games 21

## Vinh danh
Sau SEA Games 20 năm 1999, ông được trao tặng Huân chương Lao động hạng Ba.
Sau SEA Games 21 năm 2001, ông được trao tặng Huân chương Lao động hạng Nhì.
Trong năm 2010, liên hiệp các hội UNESCO Việt Nam phong tặng Đoàn Đình Long bằng võ sư cao cấp.

## Gia đình
Ông có hai người con trai là Đoàn Đình Lân và Đoàn Ngọc Lân, cả hai đều là võ sư Karatedo. 
Võ sư Đoàn Đình Lân hiện đang giữ vị trí Chưởng môn Hệ phải Karatedo Đoàn Long.
Võ sư Đoàn Ngọc Lân giữ Chức vụ Phó chủ tịch-Kiêm Tổng thư ký Liên đoàn Karatedo Hà Nội nhiệm kỳ thứ I (2023-2028)